# Jogos Peninsulares do Sudeste Asiático de 1971
Os Jogos Peninsulares do Sudeste Asiático de 1971, como conhecidos até 1975, foram a sexta edição do evento multiesportivo, realizado na cidade de Kuala Lumpur, na Malásia, entre os dias 6 e 13 de dezembro.

## Países participantes
Sete países participaram do evento:
- Camboja
- Myanmar
- Tailândia
- Laos
- Malásia
- Singapura
- Vietname

## Modalidades
Foram disputadas quinze modalidades nesta edição dos Jogos:
| - Atletismo - Badminton - Basquete - Boxe - Ciclismo - Esportes aquáticos - Futebol - Hóquei sobre grama | - Judô - Levantamento de peso - Tênis - Tênis de mesa - Tiro - Sepaktakraw - Vôlei |

## Quadro de medalhas
País sede destacado.
| Ordem | País      | Medalha de ouro | Medalha de prata | Medalha de bronze |     |
| ----- | --------- | --------------- | ---------------- | ----------------- | --- |
| 1     | Tailândia | 44              | 27               | 38                | 109 |
| 2     | Malásia   | 41              | 43               | 55                | 139 |
| 3     | Singapura | 32              | 33               | 31                | 96  |
| 4     | Myanmar   | 20              | 28               | 13                | 61  |
| 5     | Camboja   | 17              | 18               | 17                | 52  |
| 6     | Vietname  | 3               | 6                | 9                 | 18  |
| 7     | Laos      |                 | 1                | 4                 | 5   |
| TOTAL | TOTAL     | 157             | 156              | 167               | 480 |